# Saint-Martin-des-Plains
 Saint-Martin-des-Plains  là một xã ở tỉnh Puy-de-Dôme trong vùng Auvergne-Rhône-Alpes, Pháp. Xã này có diện tích 3,87 km², dân số năm 2006 là 150 người. Khu vực này có độ cao từ 393-485 mét trên mực nước biển.